# Фернанду Жасинту
Ферна́нду Жаси́нту Кисса́нга (порт. Fernando Jacinto Quissanga; 25 мая 1998), также известный по прозвищу Нанди́нью (порт. Nandinho) — ангольский футболист, центральный защитник клуба «Интер» (Луанда).

## Биография

### Клубная карьера
Фернанду начал свою карьеру в Анголе, выступал за молодёжные команды «Брильянтиш Спортинг Виана» и «Петро де Луанда». В сезоне 2015/16 играл в чемпионате Анголы за «Кабушкорп».
28 ноября 2016 года подписал контракт с «Ростовом», но вскоре покинул команду и вернулся в родной «Кабушкорп».

### Карьера в сборной
Вызывался в юношескую и молодёжную сборную Анголы.
12 июня 2016 года дебютировал в национальной сборной в матче Кубка КОСАФА против Малави.

## Личная жизнь
Фернанду Жасинту является младшим братом Баштуша, который выступал в «Ростове» в 2013—2016 и 2021—2022 годах.